# Prisión de Abu Ghraib
La Prisión de Abu Gurayb, más conocida por la transcripción Abu Ghraib (en árabe, سجن أبو غريب siŷn abū ġurayb), fue una prisión ubicada en Abu Ghraib, Irak, construida en la década de 1950. Tras la invasión de Irak de 2003 pasó a ser controlada por los Estados Unidos para ser devuelta finalmente a manos iraquíes. Posee una capacidad de entre 13 000 y 14 000 prisioneros.
Tras la Invasión de Irak en 2003, se la denomina como "Camp Redention", aunque es más conocida por su nombre oficial original.[cita requerida]. La prisión fue cerrada en 2014.

## Historia
La prisión fue construida en los años 60. En 2001 albergaba a unos 15.000 reclusos.
Un dato curioso es que antes del escándalo se descubrieron una serie de fosas comunes de opositores a la dictadura, por lo que la prisión ya estaba siendo utilizada como centro de tortura incluso antes de la llegada de los estadounidenses.

### Bajo la coalición dirigida por Estados Unidos

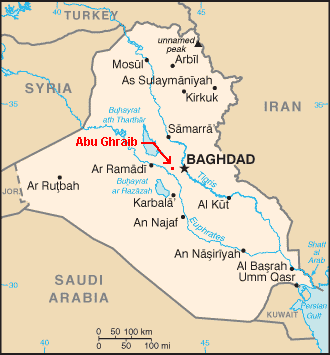
Ubicación geográfica de la prisión

La prisión aloja a más de 7000 personas, algunos acusados de rebeldes, otros acusados de crímenes, y otros sin cargos. En opinión de algunos oficiales del Reino Unido, la prisión debía haberse demolido, pero esto fue vetado por las autoridades estadounidenses.[cita requerida]
A finales de abril de 2004, un canal estadounidense de noticias expuso las torturas, abusos y humillaciones a reclusos iraquíes por un grupo de soldados estadounidenses. La historia incluía fotografías, y ha resultado en un escándalo político importante en los Estados Unidos y otros países de la coalición. Posteriormente, han aparecido pruebas de otros abusos similares. Estos abusos a prisioneros venían siendo denunciados, sin respuesta por parte de los medios de comunicación y gobiernos, por parte de organizaciones internacionales humanitarias como Amnistía Internacional, desde el principio de la ocupación.

#### Violaciones a los derechos humanos

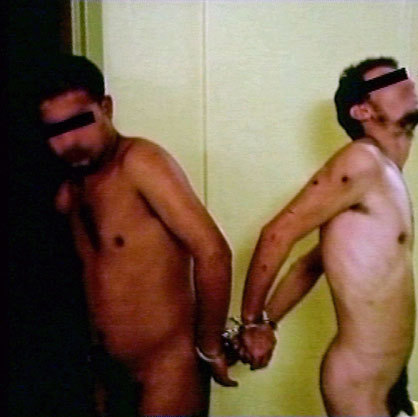

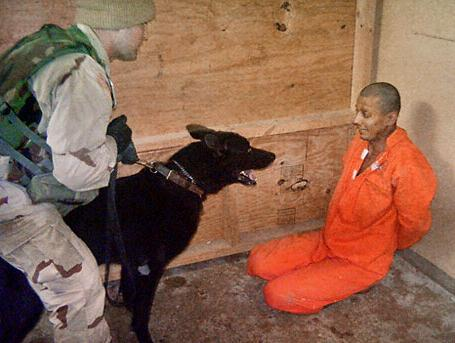
Fotografía sobre los abusos cometidos en la prisión publicada en el periódico estadounidense Washington Post en mayo de 2004.

En mayo de 2004, se inició una campaña de liberación de prisioneros, para reducir su número a menos de 2000. En el mismo mes, George W. Bush, presidente de Estados Unidos, anunció que la prisión sería demolida previo acuerdo con las autoridades iraquíes; el jefe del gobierno de transición iraquí puntualizó, sin embargo, que la prisión no sería destruida.
La comisión de investigación sobre los abusos en Abu Ghraib fue creada en mayo de 2004 por el secretario de defensa Donald Rumsfeld y fue presidida por James Schlesinger, a su vez exsecretario de defensa.
Las conclusiones presentadas en su informe fueron las siguientes:
- La responsabilidad indirecta de los hechos afecta "a toda la cadena de mando hasta Washington", especialmente al general Ricardo S. Sánchez, entonces jefe de las tropas estadounidenses en Irak. Todos ellos sabían lo que ocurría, sin hacer nada para impedirlo.
- Los abusos se debieron al sadismo de los soldados del turno de noche, no a algo ordenado o autorizado por sus superiores. No formaban parte de los interrogatorios.
- Aún se están investigando más de 300 casos de abusos, algunos fuera de esta prisión.

En el informe no se recomienda ningún tipo de castigo para los implicados.

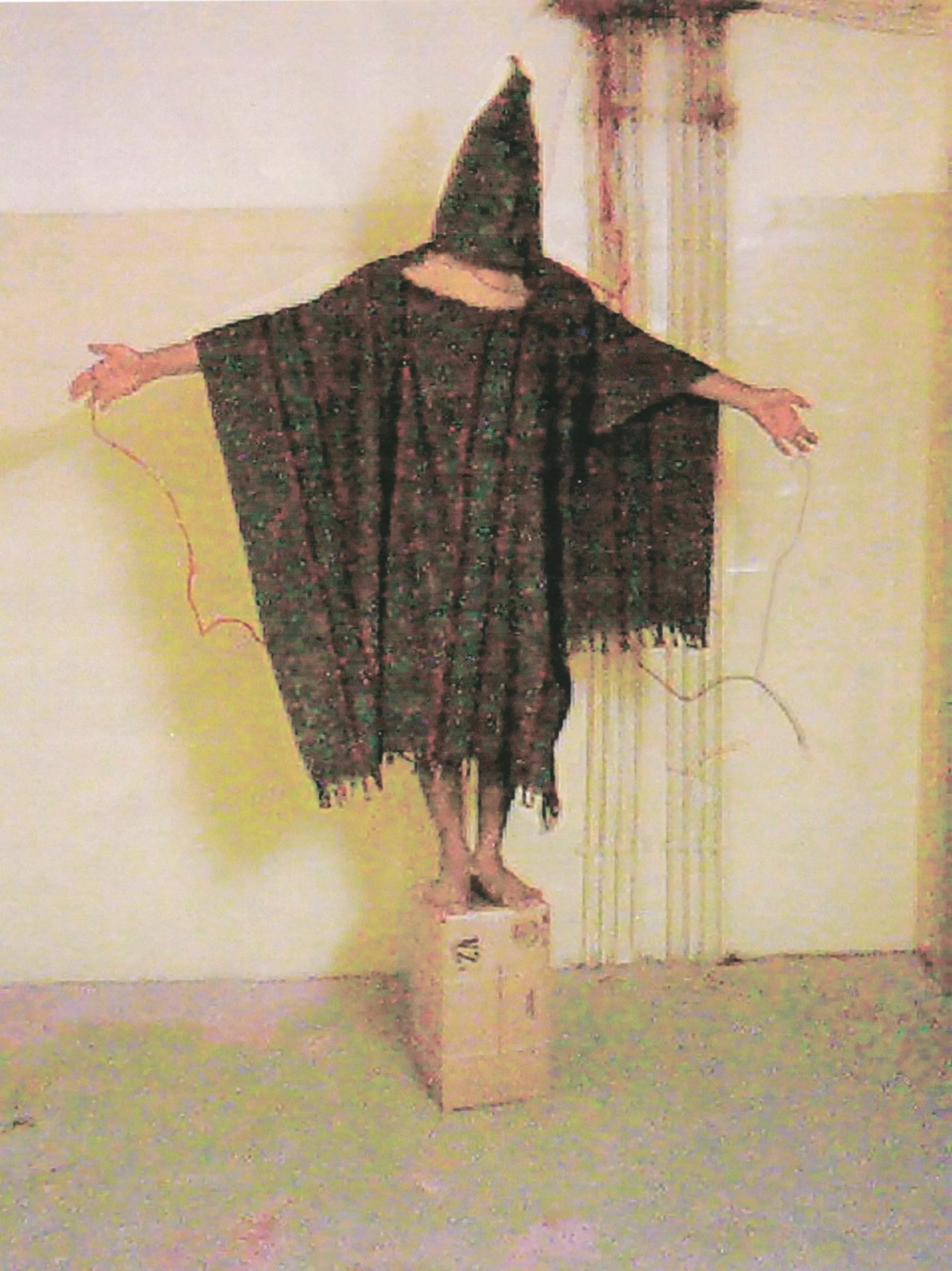
Fotografía del prisionero Satar Jabar siendo torturado conectándole al cableado eléctrico por manos y genitales

Por otro lado, el ejército estadounidense está finalizando su propia investigación, cuyos resultados parecen aún más escabrosos.
En las torturas de la prisión de Abu Ghraib o Abu Ghuraib aparentemente participaron algunos científicos y médicos americanos. El bioético americano Steven Miles escribe en la revista científica “The Lancet” que con ese comportamiento estarían dañando valores éticos de la medicina y los derechos humanos. Miles, doctor en medicina y profesor de la Universidad de Minnesota, exige una investigación oficial sobre el papel de los médicos durante el escándalo de torturas.
Miles se basó en los protocolos del Congreso de los Estados Unidos y en las confesiones de prisioneros y soldados, reportes médicos y de prensa. Un vocero militar confirmó que la mayoría de los incidentes y acusaciones descritos en el artículo fueron documentados por las fuerzas armadas.
Miles escribe que según las declaraciones de los responsables del ejército de los EUA, un psiquiatra y un médico diseñaron y aprobaron los métodos de interrogación, así como supervisaron los interrogatorios. Describe el caso de un prisionero que bajo juramento declara: el prisionero fue golpeado hasta caer inconsciente y después fue atendido por personal médico y por ellos revivido. Estos se fueron y el prisionero fue de nuevo maltratado.
Un oficial de la policía militar es citado además por Miles: un médico inyectó a un prisionero, que murió a causa de las torturas, una substancia para que pareciera que aún vivía al ser llevado para atención médica al hospital. En Irak y Afganistán son falseados los certificados de defunción. “Los médicos confirman rutinariamente la muerte por infarto al corazón, golpe de calor y otras causas naturales de muerte”, escribe Miles. Sólo unas pocas unidades en el Irak y Afganistán habrían posibilitado las inspecciones mensuales que exigen la Convención de Ginebra y los médicos tampoco se preocuparon por dar una atención médica regular a los prisioneros.

### Transferencia al Gobierno Iraquí
El 9 de marzo de 2006, las autoridades militares estadounidenses decidieron el cierre de la prisión de Abu Ghraib y el traslado de los detenidos a otros centros penitenciarios de Irak En agosto de 2006, se informó de que la prisión se encontraba ya vacía y el 2 de septiembre, se realizó la cesión formal al gobierno iraquí que fue anunciada por Ali al-Dabbagh, portavoz del primer ministro Nuri al Maliki. La ceremonia fue dirigida por el mayor general Jack Gardner, comandante de la Task Force 134, y representantes del Ministerio de Justicia y del Ejército iraquí

### Consecuencias políticas
El 9 de noviembre de 2006 Donald Rumsfeld, quien en boca de David Ignatius, del The Washington Post, es la figura que "simboliza no sólo el fracaso de la guerra, sino también la arrogancia y la ausencia de responsabilidades" fue destituido del cargo de secretario de defensa tras las derrota del partido republicano en las elecciones legislativas del 7 de noviembre. El 14 de noviembre, una veintena de asociaciones de derechos humanos representadas por el abogado alemán Wolfgang Kaleck demandaron a Rumsfeld y otros cargos estadounidenses en el Tribunal Supremo alemán o Generalbundesanwalt de Karlsruhe por crímenes de guerra.